# Kriminalfälle ohne Beispiel: Mord im Märkischen Viertel
Mord im Märkischen Viertel ist ein Kriminalfilm der Reihe Kriminalfälle ohne Beispiel des Fernsehen der DDR von Helmut Krätzig aus dem Jahr 1975.

## Handlung
Das Märkische Viertel ist eine neuerbaute Satellitenstadt am nördlichen Rand von West-Berlin. Hier findet an einem Novembertag im Jugendklub „Die Brücke“ eine Debatte über die Schließung dieser Einrichtung statt. Plötzlich zieht einer der Jugendlichen den Stecker des Mikrofons heraus und als es wieder funktioniert, verstehen die aufgebrachten Jugendlichen nur noch die letzten Worte des Rechtsanwalts Dr. Kienbaum, er wolle die Staatsanwaltschaft informieren, was die Anwesenden mit dem Einsatz von Polizei gleichsetzen und deshalb zu randalieren beginnen. Zeitgleich geht der Jugendbetreuer Hans-Christian Bennewitz, der mit im Präsidium saß, vor die Tür, um aus einer in der Nähe stehenden Telefonzelle tatsächlich die Polizei anzurufen, die er aber nicht erreicht. Ihm folgt der 15-jährige Manfred Weber, der ihn beobachtet und Bennewitz vorwirft, ein Polizeispitzel zu sein. Deshalb hält er die Telefonzelle zu und erzählt dem darin eingeschlossenen, dass die anderen aus dem Jugendklub gleich da sein werden, um ihn fertigzumachen. In seiner Angst zieht Bennewitz eine Pistole und erschießt Manfred Weber durch die Glastür, der sich noch ein paar Meter weiter schleppen kann, bis er leblos zusammenbricht. Als ein durch eine Anwohnerin informierter Streifenwagen eintrifft, sehen die beiden Polizisten nur den Toten und den auf einer Bank sitzenden Bennewitz, der erst wegläuft, als er angerufen wird.
Als die Verstärkung der Polizei mit Sondersignal eintrifft, bekommen das auch die wieder diskutierenden Jugendlichen in der „Brücke“ mit und laufen zum Tatort, wo Mark Weber auf seinen getöteten Bruder trifft. Während Dr. Kienbaum die aufgebrachten Jugendlichen in den Klub zurückschickt, läuft Mark Weber zum Haus, in dem Bennewitz wohnt, da er vermutet, dass nur er der Schütze sein kann. Hier erwischt er Bennewitz, wie er gerade am Telefon mit seinem Verbindungsmann bei den staatlichen Stellen spricht, ihm das Geschehene erläutert und noch immer dabei die Pistole in der Hand hält. Mark entreißt ihm die Pistole und als er versucht, die Polizei telefonisch über den Aufenthaltsort des Mörders zu informieren, flüchtet Bennewitz. Der bricht in das Auto von Kommerzienrat Dr. Beck ein, der ihn zum Feierabend dort findet und zu Dr. Kienbaum bringt. Mark Weber wird nach dem Verlassen des Hauses von der Polizei angehalten, die ihn durchsucht und die Pistole findet und der Mordkommission überstellt, deren Leiter Kommissar Bülow sich gerade bei der Obduktion des Getöteten befindet. Hier trifft zeitgleich der Oberstaatsanwalt Meiwald ein und ordnet an, dass alle Erkenntnisse zu diesem Fall über seinen Tisch gehen müssen. Er weist Kommissar Bülow an, zu überprüfen, welche Motive noch hinter der Tat stecken könnten, denn der vorbestrafte Mark Weber wohnt mit seiner Mutter in einer Obdachlosensiedlung, die als Tummelplatz für aufrührerische und anarchistische Elemente gilt. Alle Befragungen im Umfeld von Mark Weber lassen keine Verbindungen in diese Richtung erkennen.
Inzwischen stellt sich Hans-Christian Bennewitz mit dem Anwalt Dr. Kienbaum der Polizei. Hier stellt sich heraus, dass er in dem Jugendklub im Auftrag des Verfassungsschutzes tätig, aber mit dieser Aufgabe völlig überfordert war. Der Oberstaatsanwalt bittet den Kommissar, den Vorgang mit Fingerspitzengefühl zu behandeln, denn bei Hans-Christian handelt es sich um den Sohn des Stadtrates Professor Bennewitz. Nach seiner Entlassung aus der Untersuchungshaft meldet sich Mark Weber bei seinem Bewährungshelfer Konrad von Henkel und da dieser nicht zu Hause ist, unterhält er sich mit dessen Frau Katja. Hier erzählt er erstmals von seiner Idee, die Beisetzung seines Bruders für eine Demonstration zu benutzen, bei der alle erfahren sollen, wer Manfred wirklich umgebracht hat, da das vertuscht werden soll. Dann kommt Konrad in Begleitung eines Filmemachers nach Hause, der einen Dokumentarfilm über die Obdachlosensiedlung drehen will. Im Gespräch erzählt Mark noch einmal die Idee von der Aktion auf dem Friedhof und stößt dabei auf das Interesse des Regisseurs, diese Aktion in einem Film aufzuzeichnen.
Am Tage der Beerdigung bezieht das Kamerateam Stellung in einer Wohnung, die gegenüber dem Friedhof liegt, vor dem bereits ein Gruppenkraftwagen mit mehreren Polizisten wartet. Plötzlich kommen etwa 20 Motorräder mit schwarz gekleideten Fahrern vor den Eingang gefahren, um an der Beisetzung teilzunehmen. In diesem Moment schließt der Friedhofswärter mit Hilfe von Polizisten in Zivil die Tore und als die Gruppe um Mark über diese klettern will, stürmen die Polizisten aus dem Wagen, um sie mit roher Gewalt und Gummiknüppeln daran zu hindern. Als die Polizei die Festgenommenen auf den Mannschaftswagen verladen will, gelingt es Mark, in das nichtbesetzte, offenstehende Führerhaus zu springen und mit dem Wagen davon zu fahren. Ein Polizist schafft es gerade noch, an der Fahrerseite auf das Trittbrett zu springen, zieht seine Pistole und will auf Mark schießen. Der fährt in hoher Geschwindigkeit so dicht an einer Straßenlaterne vorbei, dass der Polizist gegen diese prallt und auf diese Weise sein Leben verliert. Der gesamte Vorgang wird durch das Filmteam aufgenommen, der Film aber anschließend durch Polizeikommissar Bülow beschlagnahmt.
Mark Weber gelingt die Flucht und er sucht Unterschlupf auf dem Schrottplatz, auf dem er in der letzten Zeit beschäftigt war. Von hier aus telefoniert er mit seinem Bewährungshelfer, um ihn um etwas Geld und Bekleidung zu bitten. Die Frage, ob Polizei bei ihm wäre, verneint von Henkel, obwohl diese das Gespräch im Raum mithört. Die Länge des Gesprächs hat aber nicht ausgereicht, den Anrufer zu orten. Während des darauf folgenden Gesprächs versucht von Henkel Mark zu überzeugen, sich der Polizei zu stellen, doch darauf lässt er sich nicht ein. Weiterhin verlangt Mark in dem Gespräch, dass Katja von Henkel mit ihrem alten, vollgetankten Volkswagen, beiden Kindern, Geld und etwas zum Essen zu Seegebiers Schrottplatz kommen soll. Katja lässt sich nach Rücksprache mit ihrem Mann und der Polizei darauf ein und holt Mark ab. Nach wenigen hundert Metern gehen rings um das Auto die Scheinwerfer von mehreren Polizeifahrzeugen an und Mark sitzt in der Falle. Er lässt Katja mit den Kindern aussteigen und will allein einen Durchbruch wagen, der im Kugelhagel eines Scharfschützen der Polizei und seinem Tod endet.
Hans-Christian Bennewitz wird für seinen Mord mit einer Jugendstrafe von zwei Jahren auf Bewährung verurteilt. Ein psychiatrischer Sachverständiger hat Bennewitz nur für bedingt schuldfähig befunden.

## Produktion und Veröffentlichung
Der Fernsehfilm erschien als 8. Folge der Filmreihe Kriminalfälle ohne Beispiel und wurde am 6. Juli 1975 zum ersten Mal im 1. Programm des Fernsehens der DDR gesendet.
Das Szenarium wurde von Günter Prodöhl verfasst. Für die Dramaturgie war Evelyn Heyden verantwortlich.